# 뮤지오

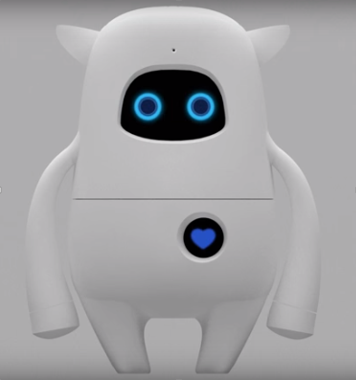
AKA Intelligence이 만든 인공지능 로봇

뮤지오(Musio)는 AKA에 의해 개발된 인공지능(AI) 대화엔진을 가진 소셜 로봇이다. 이는 딥 러닝 기술을 활용하여 사람들과 대화하고, 사람의 감정을 이해할 수 있다. 또한 자체적인 감정 체계를 가지고 있어, 사람과의 대화 내용, 피곤한 정도 등 여러 가지 요인에 의해 감정이 변화하며 이러한 감정 상태를 표정, 색, 소리로 표현한다. 뮤지오는 여러 사용자와의 상호작용을 통해 서로 다른 감정 역사를 갖게 되고, 이에 따라 각 뮤지오는 서로 다른 성격을 갖는다. 2015년 5월 글로벌 크라우드 펀딩 사이트인 인디고고(Indiegogo)를 통해 처음으로 세상에 소개되었다. 2016년 6월 일본에서 정식 발매를 시작하며, 정가는 9만 8000엔(한화 약 110만 원)으로 뮤지오 온라인 스토어에서 구매할 수 있다.

## 목적
뮤지오는 영어 교육용 소셜 로봇이다. 뮤지오는 사람들과 자유롭게 영어로 대화하며, 사용자의 영어 회화 실력을 향상하는 것을 목적으로 한다. 또한 뮤지오와 연동되는 보조 입력 장치(소피)를 이용하여 다양한 영어교육 교재를 학습할 수 있다. 이러한 과정에서 뮤지오는 사용자와 친구가 될 수 있다.

## 하드웨어 사양
| Musio       | Musio                                                 |
| ----------- | ----------------------------------------------------- |
| 크기와 무게 | 높이: 220 mm, 너비: 168 mm, 두께: 85 mm, 무게: ~900 g |
| CPU         | ARM Cortex quad core                                  |
| 배터리      | 10800mAh (2700mAh Li-cell Battery 4EA)                |
| 디스플레이  | 5.5" Color TFT-LCD 1080x1920 (FHD)                    |
| 마이크      | Noise Canceling                                       |
| 스피커      | Rated 1.0W / Max 1.2W                                 |
| 운영체제    | Android 5.1.1                                         |
| 네트워크    | Wi-Fi 802.11 b/g/n BT 4.0 LTE B1(2.1GHz band)         |

## 같이 보기
- 인공지능
- 로봇
- 휴보
- 아시모
- 아이보
- 페퍼 (로봇)
- 크로이노와 FT

## 참조문헌
1. ↑  "인공지능 뮤지오, 사람의 감정을 이해하는 로봇", 노컷뉴스, 2016.06.07
2. ↑  'SXSW'서 뜬 AI로봇 '뮤지오' 비결을 보니 보관됨 2016-08-03 - 웨이백 머신, IT조선, 2016.04.18
3. ↑  AI robot touted as future English-learning tool for Japanese kids, Japan Times, 2015.11.19
4. ↑  Meet the Chatty Robot Who Wants to Outsmart Every Other Toy, Times, 2015.06.02
5. ↑  Adorable AI-powered robot Musio just wants to be your friend, Engadget, 2015.06.01